# Ludwik Zięba
Ludwik Zięba (ur. 5 marca 1953 w Koniówce) – polski biathlonista, brązowy medalista mistrzostw świata.

## Kariera
Pierwszy sukces osiągnął w 1971 roku, kiedy na mistrzostwach świata juniorów w Hämeenlinna zdobył srebrny w biegu indywidualnym. Na rozgrywanych rok później mistrzostwach świata juniorów w Linthal zwyciężył w sztafecie, powtarzając ten wynik także podczas mistrzostw świata juniorów w Lake Placid w 1973 roku. Ponadto na mistrzostwach świata juniorów w Mińsku w 1974 roku zajął trzecie miejsce w sztafecie.
Podczas mistrzostw świata w Anterselvie w 1975 roku razem z Janem Szpunarem, Andrzejem Rapaczem oraz Wojciechem Truchanem zdobył brązowy medal w sztafecie. Na tej samej imprezie zajął 10. miejsce w biegu indywidualnym i 36. miejsce w sprincie. Podczas rozgrywanych rok później mistrzostw świata w tej samej miejscowości rywalizację w sprincie ukończył na 47. pozycji. Brał też udział w igrzyskach olimpijskich w Innsbrucku w 1976 roku, zajmując dwunaste miejsce w sztafecie.
Pięciokrotnie wygrywał biegi na mistrzostwach Polski juniorów.

## Osiągnięcia

### Igrzyska olimpijskie
| Rok  | Miejscowość | Konkurencje | Konkurencje | Konkurencje | Konkurencje | Konkurencje | Konkurencje | Konkurencje |
| Rok  | Miejscowość | IN          | SP          | PU          | MS          | RL          | MR          | SR          |
| ---- | ----------- | ----------- | ----------- | ----------- | ----------- | ----------- | ----------- | ----------- |
| 1976 | Innsbruck   | –           | nd.         | nd.         | nd.         | 12.         | nd.         | –           |

### Mistrzostwa świata
| Rok  | Miejscowość | Konkurencje | Konkurencje | Konkurencje | Konkurencje | Konkurencje | Konkurencje | Konkurencje |
| Rok  | Miejscowość | IN          | SP          | PU          | MS          | RL          | MR          | SR          |
| ---- | ----------- | ----------- | ----------- | ----------- | ----------- | ----------- | ----------- | ----------- |
| 1975 | Anterselva  | 10.         | 36.         | nd.         | nd.         | 3.          | nd.         | –           |
| 1976 | Anterselva  | nd.         | 47.         | nd.         | nd.         | nd.         | nd.         | –           |

### Mistrzostwa świata juniorów
| Rok  | Miejscowość | Konkurencje | Konkurencje | Konkurencje | Konkurencje | Konkurencje | Konkurencje | Konkurencje |
| Rok  | Miejscowość | IN          | SP          | PU          | MS          | RL          | MR          | SR          |
| ---- | ----------- | ----------- | ----------- | ----------- | ----------- | ----------- | ----------- | ----------- |
| 1970 | Östersund   | 16.         | nd.         | nd.         | nd.         | 4.          | nd.         | –           |
| 1971 | Hämeenlinna | 2.          | nd.         | nd.         | nd.         | 4.          | nd.         | –           |
| 1972 | Linthal     | ?.          | nd.         | nd.         | nd.         | 3.          | nd.         | –           |
| 1973 | Lake Placid | 5.          | nd.         | nd.         | nd.         | 1.          | nd.         | –           |
| 1974 | Mińsk       | 10.         | nd.         | nd.         | nd.         | 1.          | nd.         | –           |